# Franz Delitzsch
Franz Delitzsch (Lipcse, 1813. február 23. – Lipcse, 1890. március 4.) német teológus.

## Élete
Lipcsében született, majd szülővárosában folytatott tanulmányokat, és lett privát docens. 1846-tól rostocki, 1850-től erlangeni, 1867-től lipcsei rendes teológiai tanárrá nevezték ki. A bibliai és a Biblia utáni időszakban beszélt zsidó nyelvben való nagy jártasságával a „keresztény talmudista” nevet vívta ki. 
Írásai – különösen bibliai kommentárjai – rendkívül értékes művek voltak, amelyek nagyrészt több kiadásban is megjelentek, és angol nyelvre is lefordították őket. Delitzsch kommentárt irt több ószövetségi könyvhöz, de foglalkozott az Új testamentummal is. 
Bibliai teológiai munkákat adott ki, és ezen kívül írt egy System der christlichen Apologetik című művet 1869-ben, illetve lefordította zsidó nyelvre az egész Újszövetséget 1877-ben. Korán elhalt fia, Johann Delitzsch (1846–1876) is teológus volt, műve a Das Lehrsystem der römischen Kirche (Gotha, 1875).